# 다카하시 다케오
다카하시 다케오(일본어: 高橋 武夫, 1947년 5월 31일 ~ )는 일본의 전 축구 선수이자 전 지도자이다.

## 선수 시절

### 클럽
1947년 일본 도쿄도 시나가와구 출생으로 1965년 가와구치 고등학교를 졸업한 뒤 이듬해인 1966년 후루카와 전공에 입단하여 1973년까지 7년동안 주축 공격수로 활약하며 1967년 일본 사커 리그 디비전 1 준우승에 기여했고 1967년 일본 사커 리그 득점왕 및 베스트 11, 투혼상을 수상하는 영예를 안았다. 
이후 1974년부터 1978년까지 도쿄 농업대학에 진학했다가 1979년 당시 JSL 디비전 2 소속팀인 도시바에 입단하여 리그 우승, 1981년 JSL컵 우승을 맛본 뒤 1982년 은퇴를 선언했다.

### 국가대표팀
1966년 아시안 게임을 앞두고 일본 A대표팀에 처음으로 발탁된 뒤 12월 17일 태국과의 6강 리그 A조 2차전에서 국제 A매치 데뷔전을 치르며 팀의 동메달 획득에 기여했다.
그리고 1970년 아시안 게임에도 출전하여 인도와의 6강 A조 2차전에서 득점을 기록하며 팀의 2회 연속 아시안 게임 4강 진출에 일조한 뒤 이 대회 이후 대표팀 은퇴를 선언했으며 A매치 통산 14경기에서 4골을 뽑아냈다.

## 지도자 시절
선수 은퇴 이후 1987년부터 1996년까지 9년동안 친정팀인 콘사돌레 삿포로의 감독을 맡아 1989년 JSL 디비전 2 우승 및 디비전 1 승격을 지휘했다.

## 통계
| 일본 | 일본 | 일본 |
| 연도 | 출전 | 득점 |
| ---- | ---- | ---- |
| 1966 | 2    | 1    |
| 1967 | 1    | 0    |
| 1968 | 2    | 0    |
| 1969 | 1    | 0    |
| 1970 | 8    | 3    |
| 통산 | 14   | 4    |